# パチンコ・パチスロ番組
パチンコ・パチスロ番組（ -ばんぐみ）とは、パチンコ・パチスロに関する情報を主に取り扱うテレビ番組。

## 概要
基本的には実際にパチンコ・パチスロ台の遊技を行い、その模様を紹介する番組であるが、大きく分けて以下のような類型に分かれる。もちろん以下の分類は便宜上のものに過ぎず、実際の番組においては下記類型のうち複数の要素が複合したものも少なくない。
放送時間については、パチンコ・パチスロに関する18歳未満の遊技が法律上禁止されているという関係から、地上波では基本的に深夜番組として放送されることがほとんどだが、スカパー!では24時間パチンコ・パチスロ番組を専門に放送するチャンネルが存在するほか、インターネット上の動画配信サイトによるオンデマンド配信も盛んである。

### 新台紹介
まだパチンコホールに設置されていない、あるいは設置から間もない台（いわゆる「新台」）の概要を紹介することを主眼に置く番組。メーカー主催の新台発表会やメーカーのショールームに司会者らが赴き、基本的な出玉性能（大当たり確率など）や主な演出（液晶画面や役物の動きなど）を解説するものが多いが、最近は制作費節減のためか、メーカーが自ら制作するプロモーションビデオ（本来は各パチンコ店の責任者向けに配布する目的で制作されたもの）をそのまま、あるいはダイジェストに編集して放送する番組も増えている。

### 出玉対決
ホールの一角を利用し、主に芸能人同士で（場合によっては会場となったホールの店員や常連客なども参加する）、番組指定の機種で対決を行うことを主眼に置く番組。対決に使われる機種は導入間もない新台となることが多いが、パチンコなら海物語シリーズ、パチスロなら『アイムジャグラーEX』など、導入から長期間が経過しても根強い人気を持つ機種が選ばれることもある。対決後出玉(メダル)数に応じて玩具・電化製品等の景品を獲得するシーンを放送する場合はあるが、（特に地上波では）特殊景品を含め換金行為を想起させる言葉や行為(〇〇円勝った等)は一切放送されない。
主に新台紹介の目的のほか、営業中のパチンコホールに芸能人が来店して収録を行うことによる集客効果や、ホールがテレビ番組に登場することによる宣伝効果などを狙って制作されることが多い。また対決が放送された直後には、収録場所となったホールでそれにちなんだイベントが開催されるのが一般的（つまり番組がイベント告知の役割を兼ねている）。地上波で放送される番組の中で最も多いのがこのタイプである。

### 本格攻略
ホールへの導入からある程度時間が経過し、パチンコなら釘調整のプラス・マイナスを判断するためのポイントや玉の無駄を極力少なくする打ち方（いわゆる「ステージ止め」など）、パチスロであればプログラム解析やシミュレーションによる機械割などが既に判明している機種における設定判別の方法、そして実際にパチンコホールにおいて一般客と同様の条件で収支をプラスに持っていくための立ち回りなど、より実践的な内容を取り扱う番組。
多くの場合はパチンコ・パチスロ情報誌とタイアップし、実際に雑誌で記事を執筆しているライターが自ら番組に出演して解説を行う。一方で内容が専門的になる関係上対象となる視聴者が限られる嫌いから、地上波でこの種の番組が放送されることは少なく、主にスカパー!の専門チャンネルやインターネット上の動画配信等で放送されることが多い。

### 出演者の個性重視の番組
有名芸能人、有名パチンコ・パチスロライターが多数イベントを開催し、人気を博しているが、そういった芸能人・ライターが番組ホスト（メインMC）となり、あらゆる形でパチンコ・パチスロを楽しんでいく番組も存在するようになった。いわゆる冠番組であり、その内容は通常の出玉対決だけではなく、出演者の個性を利かせた、どちらかといえばバラエティ番組寄りの番組作りとなっている。
（一例として…）
- 番組中盤に中休み的な感じで面白トークやお便りのコーナー、罰ゲームありのミニゲームなどを挟んでの実践形式。
- 出演者が日本各地へ出張し、その土地の観光名所も随時紹介しながら現地の店舗で立ち回る実践形式。
- 出玉勝負でも対戦形式（1対1、あるいはチームでの団体戦）で争うものから、出演者が力を合わせて総合収支を競う（これを「ノリ打ち」と呼ぶ）方式など、多種多様にわたっている。

## 歴史
パチンコは古くから庶民の娯楽として親しまれてきたが、専門のテレビ番組が放送されるようになったのは、パチンコ・パチスロ情報誌同様に1990年代に入り、デジパチやパチスロの普及で複雑なシステムを持つ台が増えてきてからである。
1991年10月には日本初のパチンコ専門番組である『パチンコNOW』が放送を開始。1995年10月には出玉対決系番組の元祖ともいえる『パチンコスタジアム』（テレビ東京）がスタートした。同番組は1998年4月に題名を『今夜も千両箱（ドルばこ）』と改め全国ネット化、現在も題名を『今夜もドル箱!!』と改め放送されている。また1999年には初のパチスロ専門番組と言われる『恋愛スロット クルくるV』（テレビ東京）が放送を開始し、これを契機に全国的にパチンコ番組を放送する動きが広がった。
しかし、近年「パチンコ店が過剰なテレビCM等を放映することが多重債務者を生む」などの批判が相次いでいる関係から、全国的にパチンコ店によるテレビCMの放映を自粛する動きが広がっており、今後特に地上波におけるパチンコ番組の制作にも影響が及ぶ可能性が考えられる。

## 現在放送中の主な番組
※●印はパチ・スロ サイトセブンTV、○印はパチンコ★パチスロTV!でも放送。☆印はジャンバリ.TVでも配信。

### 全国ネット
- 今夜もドル箱シリーズ（テレビ東京）
- $1銀玉打闘会 ドル箱王への挑戦!（テレビ埼玉 他）☆
- 近未来回胴伝説 ガチスロ（テレビ埼玉 他）☆
- P-1パチとも倶楽部（テレビ大阪 他）
- エンタメ情報 パチFUN!（テレビ埼玉 他）※企画ネット

### 北海道・東北
- パチンコ21SEIKI PRESENTS Navi Sta!（テレビ岩手）

### 関東
- 真王伝説（テレビ埼玉、MONDO TV）
- 大逆転 実況ぱちドキッ!（テレビ埼玉）☆
- 満天パチランド（テレビ埼玉）☆
- 原口あきまさの今がぱちドキッ!（TOKYO MX）☆
- 王庭伝説（テレビ埼玉）☆　※真王伝説の姉妹番組

### 東海
- シックスハンターシリーズ（テレビ愛知）
- パチ・スロ挑戦記 〜限界突破〜（テレビ愛知）☆

### 中国・四国
- パチンコプレイガイドTV 岡山・香川版（西日本放送）○
- パチンコプレイガイドTV 山口版（テレビ山口）●
- やまぐちパチンコ研究所（テレビ山口）
- 愛パチ（あいテレビ）

### 九州
- Pパラダイス（RKB毎日放送）
- リアル回胴格闘技 スロッターレ（TVQ九州放送）
- パチンコプレイガイドTV（TVQ九州放送）
- パチ王伝（TVQ九州放送、テレビ熊本）
- もっパチ（長崎文化放送）○
- パチプレTV-R（熊本朝日放送）○
- 本日開店 パチ天国!プラス（熊本県民テレビ）
- パチンコ研究所（熊本放送）
- パチンコプレイガイドTV 大分版（テレビ大分）○
- パチンコプレイガイドTV 鹿児島版（鹿児島テレビ放送）○

### CS放送
パチンコ★パチスロTV!
パチ・スロ サイトセブンTV
※上記2局はパチンコ・パチスロ番組の専門チャンネル
MONDO TV
- パチスロ常勝理論!
- ガールズパチンコリーグ
- パチンコ激闘伝!実戦守山塾
- パチスロリーグ

フジテレビONE
- パチンコLAB
- パチスロ(旅)

エンタメ〜テレ☆シネドラバラエティ
- パチスロ〜ライフ
- パチンコオリ法TV
- エハラマサヒロのパチバラ

## 過去に放送された主な番組

### 全国ネット
- ゴールデンスロット（チバテレビ他）
- パチンコ・パチスロ大冒険ジャンバリ〜黄金ホールに眠る秘宝〜
- ガダルカナル・タカのこちらDERUとこ編集部 → ガダルカナル・タカのでるネット編集部（BS-i他）
- P-WARS（テレビ愛知他）
- 電撃!P-CAT（テレビ愛知他）
- パチンコNOW → パチンコNOW2 → パチンコNOWTV（中部日本放送他）
- P-1ゴールドラッシュ（テレビ大阪他）

### 北海道
- 銀玉の魂2（テレビ北海道）
- レッツパチニケーション（北海道テレビ）

### 東北
- The!KACHI-MORI→ぱちロケ（青森テレビ）

### 関東
- 〜明日も絶対〜パチるん?（群馬テレビ・テレビ埼玉・チバテレビ）
- Sパラ（テレビ神奈川）
- くわまんのパチラックスTV（テレビ埼玉）
- 銀玉王 リーチボーイズが行く!（テレビ神奈川・テレビ埼玉・チバテレビ）
- パチリングTV（テレビ埼玉）
- パチンコ28（テレビ埼玉）
- パチンコ女学園（テレビ埼玉）
- スロット魂（テレビ埼玉・群馬テレビ）
- 水曜深夜はPSパチとも!いいじゃんか!（テレビ東京）
- コージー冨田のものパチJPN!!（tvk）※ネットでの配信は継続中
- 俺たちのパチパチ調査団（テレビ埼玉・tvk）

### 東海
- スロット魂in愛知（テレビ愛知）
- Pの楽園（三重テレビ）
- 萌えパチ ラブウイング（三重テレビ・岐阜放送・テレビ和歌山）

### 関西
- 京パチだ・い・す・き（KBS京都）
- メダルチャンピオン（サンテレビ）
- 最強メダル伝説（サンテレビ）
- カツ玉ドン!（サンテレビ）
- パチンコ楽園（サンテレビ）
- P・STYLE TV（サンテレビ）
- パチ×スロ おもしろTV パチファラ王（サンテレビ、奈良テレビ）☆
- パチろ～!（奈良テレビ）※HD
- MAXハニー（奈良テレビ・三重テレビ）※HD
- 岡元あつこのACTであつこ（びわ湖放送）

### 中国
- やまぐちぱち道II（テレビ山口）

### 九州
- ブッチのパチンコ倶楽部（TVQ九州放送）
- 元祖パチンコ倶楽部（TVQ九州放送）
- パチンコ倶楽部黄金の右腕（九州朝日放送）
- ルー、ギリギリのパチンコ倶楽部（福岡放送）
- 燃えよ!銀玉王（TVQ九州放送）※HD
- パチンコプレスTV パチ☆プレ（サガテレビ）
- パチパラ（長崎放送）
- ○もっとパチンコプレイガイドTV（長崎国際テレビ）

### ケーブルテレビ・CS放送
- MONDO TV（旧MONDO21）
  - パチンコ勝ち台実戦チェック!
  - パチプロ奥義伝承!実戦守山塾
  - リーチ満載!紗知子のパチンコナビ
  - リーチ満載!パチンコ新台ナビ
  - パチンコ王座モンド21杯
  - ああ極楽!湯けむりパチンコ旅
  - THE・女の旅打ち!
  - 旅打ち!パチンコがちんこ東北漂流記
  - 旅打ち!我らパチンコ漂流隊
  - 美女と旅打ち!
  - 燃えろ!!パチスロリーグ
  - すすめ!!パチスロリーグ
  - オレたちパチスロリーグ
  - 飛び出せ!パチスロリーグ
  - 輝け!パチスロリーグ
  - 行くぜっ!パチスロリーグ
  - 熱血回胴!ふるスロットる
  - パチスロ熱血!!嵐塾

- パチ・スロ サイトセブンTV
  - マンション久保田の読釘術は俺にきけ!!

- フジテレビNEXT
  - 回胴式遊技機。〜勝利するメダリスト〜